# Победимова, Евгения Георгиевна

Евгения Георгиевна Победимова (1898—1973) — советская учёная-ботаник.

## Биография
Евгения Георгиевна Победимова родилась 12 ноября 1898 года.
В 1930—1931 путешествовала по Монголии, в 1932 — по Средней Азии.
Незадолго до начала Великой Отечественной войны получила степень кандидата биологических наук в Ботаническом институте в Ленинграде, в 1941 году стала старшим научным сотрудником. С началом войны дежурила в госпитале сиделкой, в 1942 году была эвакуирована сначала во Фрунзе, затем — в Казань. В 1944 году вернулась в Ленинград, где принимала участие в работе над восстановлением деятельности Ботанического института.
В 1946—1947 и 1949 Евгения Георгиевна посетила Кавказ и Крым. В 1953 году путешествовала по монгольскому Алтаю.
После войны Евгения Георгиевна занималась монографической обработкой семейств Кутровые, Ластовневые, Волчниковые и Бальзаминовые, а также многочисленных родов для книги «Флора СССР».
Также Евгения Георгиевна внесла вклад в создание «Ботанического Атласа» и «Списка растений Гербария флоры СССР». В последние годы жизни она издала монографии родов Honckenya, Cakile и Cochlearia.
Евгения Георгиевна Победимова скончалась 5 мая 1973 года в Зеленогорске.

## Некоторые научные публикации
- Победимова Е. Г. Рекогносцировочные ботанические исследования в юго-восточной Монголии // Труды Монгольской комиссии АН СССР. — Л., 1933. — Вып. 9. — С. 1—66.
- Победимова Е. Г. Растительность центральной части монгольского Алтая // Труды Монгольской комиссии АН СССР. — Л., 1935. — Вып. 19. — С. 1—77.

## Растения, названные в честь Е. Г. Победимовой
- Galium pobedimovae Balde, 2012
- Taraxacum pobedimovae Schischk., 1964 [= Taraxacum hybernum Steven, 1856]
- Viola pobedimovae Ye.V.Serg., 1961 [= Viola nemoralis Kütz., 1832]